# Eithne
Eithne je ženské křestní jméno irského původu. Vykládá se jako jádro. Podle jiných zdrojů je to ženská podoba Aidána.
Vyslovuje se jako "etna" /'ɛhnʲə/ či "enya" /'ɛθnə/.

## Jiné varianty
Enya, Eithna, Etna, Ena

## Známé nositelky
- Ethniu, dcera Balora a matka Luga
- Eithne, dcera krále Alby (Skotsko), manželka krále Fiachy Finnfolaidha a matky Toathala Teachtmhara
- Eithne, matka svaté Columby
- Eithne a Sodelb, světice z Leinsteru

- Eithne Ní Bhraonáin, známá jako Enya, irská muzikantka
- Eithne Farry, bývalá editorka časopisu Elle
- Eithne Fitzgerald, irská ekonomka
- Eithne Walls, fyzička a bývalá tanečnice